# Leptogaster hyacinthina
Leptogaster hyacinthina är en tvåvingeart som beskrevs av Scarbrough 1996. Leptogaster hyacinthina ingår i släktet Leptogaster och familjen rovflugor.
Artens utbredningsområde är Dominikanska republiken. Inga underarter finns listade i Catalogue of Life.